# Relações entre Alemanha e Estados Unidos
As relações entre Alemanha e Estados Unidos foram decisivas para a economia e a política mundial.

## Da década de 1920 à década de 1940
As relações econômicas e diplomáticas foram positivas durante a década de 1920. O governo dos EUA rejeitou o severo Tratado de Versalhes anti-alemão de 1920, assinou um novo tratado de paz que não envolvia punição para a Alemanha e trabalhou com a Grã-Bretanha para criar um sistema de paz euro-atlântico viável. A neutralidade dos EUA na guerra era parte de um movimento neutralista forte apesar da grande impopularidade de Hitler nos EUA. O governo Roosevelt viu no acordo de Munique uma oportunidade para preparar para a guerra. O cinema americano censurou filmes anti-alemães.
O embaixador Alanson B. Houghton (1922-1925) acreditava que a paz mundial, a estabilidade européia e a prosperidade americana dependiam de uma reconstrução da economia e dos sistemas políticos da Europa. Ele viu seu papel de promover o envolvimento político americano com a Europa. Ele superou a oposição e a falta de interesse dos EUA e rapidamente percebeu que as questões centrais da época estavam todas enredadas em economia, especialmente dívidas de guerra devidas pelos Aliados aos Estados Unidos, reparações devidas pela Alemanha aos Aliados, inflação mundial e comércio internacional e investimento. Ele acreditava que as soluções exigiam novas políticas dos EUA e estreita cooperação com a Grã-Bretanha e a Alemanha. Ele foi um dos principais promotores do Plano Dawes. Embora a alta cultura da Alemanha menosprezasse a cultura americana, o jazz foi amplamente aceito pela geração mais jovem. Hollywood teve uma influência enorme, assim como o modelo de eficiência industrial de Detroit.
A finança americana transformou a Alemanha em uma economia-satélite dos Estados Unidos, fornecendo recursos para o país durante toda a primeira metade do século XX. Os ianques financiaram a reconstrução da Alemanha com o plano Dawes.